# Cité de l'Ameublement
La cité de l'Ameublement est une voie du 11e arrondissement de Paris, en France.

## Situation et accès
La cité de l'Ameublement est une voie publique située dans le 11e arrondissement de Paris. Elle débute au 29, rue de Montreuil et se termine rue Cesselin.

## Origine du nom
Cette voie était bordée de fabriques de meubles. Le nom de la voie a été donné par les propriétaires riverains.

## Historique
Cette voie, ouverte sous le nom de « cité Charles-Humbert », prend sa dénomination actuelle en 1930 par les propriétaires riverains ; elle est classée dans la voirie de Paris par arrêté municipal du 11 mai 1993.